# Visions of Gerard
Visions of Gerard er en roman fra 1963 af den amerikanske beatforfatter Jack Kerouac. Som noget enestående i Kerouacs romaner, fokuserer Visions of Gerard på hændelser og følelser fra hans barndom, bl.a. storebroderens Gerards tragisk korte men lykkelige liv. Kerouac maler et billede af drengen som en helgen, der elsker alle væsener og lærer den fireårige Jack dette. Romanen foregår i Kerouacs hjemby, Lowell i staten Massachusetts, og den er en smuk men foruroligende udforskning af tilværelsens mening og vilkårlighed.

Denne artikel er en oversættelse af artiklen Visions of Gerard på den engelske Wikipedia